# Lýtir

Lytir ( Ou Lýtir ) é considerado um deus na mitologia nórdica e no paganismo nórdico . Seu nome está relacionado com a palavra nórdica antiga hlutr , que significa " lotear , compartilhar, prever" ou lýti, que significa mancha . Se o significado anterior for assumido, então os sacerdotes de Lytir provavelmente seriam spámaðr ou videntes . Apoiando esta etimologia está uma história sobre Lytir em Hauks þáttr hábrókar (no Flateyjarbók) durante o qual um rei sueco consulta o deus. A carroça cerimonial de Lytir foi levada a um lugar sagrado onde o deus entrou e então levada de volta ao salão do rei, onde foi usada para responder a perguntas.  Ele pode ser idêntico a Lóðurr , um dos três deuses que criaram os dois primeiros humanos Ask e Embla . Contrariamente a isso, Anatoly Liberman rejeita a identidade de Lýtir e Lóðurr e retorna à velha ideia de que Lýtir era um cognome de Freyr , que pode ter sido conhecido na Suécia como Freyr Lýtir . Se o antigo islandês litr significava 'orgão sexual masculino', Lýtir ~ Litrteria sido um cognome adequado de uma divindade fálica, mais apropriado do que 'brilhante', 'adivinho' ou qualquer outro sugerido no passado.